# Mauer-Schnabeldeckelmoos
Das Mauer-Schnabeldeckelmoos (Rhynchostegium murale) ist ein pionierfreudiges, konkurrenzschwaches, recht häufiges auf anderen Pflanzen wachsendes (epiphytisches) Laubmoos aus der Familie der Brachytheciaceae.

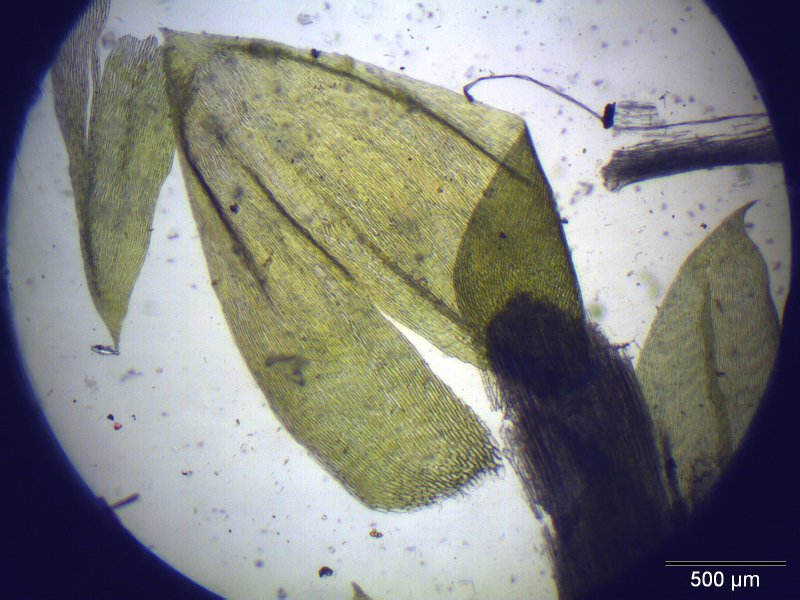
Blatt (Vergrößerung: 40×)

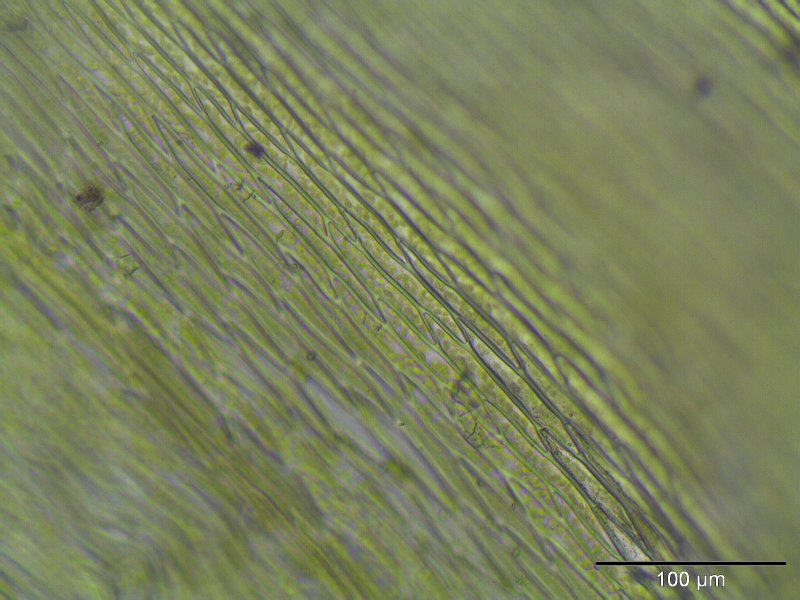
Laminazellen (Vergrößerung: 250×)

## Erkennungsmerkmale
Das Mauer-Schnabeldeckelmoos bildet feucht glänzende, kräftige, dichte, frischgrüne bis dunkelgelbgrüne, flache Rasen. Die kriechenden Stämmchen sind verzweigt und etwa 3 bis 4 cm lang. Die Ästchen sind oft kätzchenförmig beblättert und meist aufrecht. Die Stamm- und Ästchenblätter sind gleichgestaltig. Sie werden etwa 1 bis 1,4 mm lang, sind trocken dachziegelig oder aufrecht abstehend. Charakteristisch ist ihre löffelförmig, hohle Gestalt. Die Blattspitze ist breit abgerundet und weist ein kurzes, aufgesetztes Spitzchen auf. Die schwach ausgebildete Mittelrippe schwindet in det Blattmitte. Die leicht prosenchymatischen Laminazellen sind verlängert rhomboidisch und etwa 60 bis 95 µm lang und 7 bis 10 µm breit. Die rechteckigen Blattgrundzellen sind etwa 20 bis 40 µm lang und breiter als die mittleren Laminazellen. Eine Sporenreife erfolgt häufig zumeist im Spätsommer oder in den Wintermonaten. Der glatte Kapselstiel (Seta) trägt eine etwas geneigte, gekrümmte, unter der Mündung etwas verengte Sporenkapsel, dessen Deckel lang und schief geschnäbelt ist und die Kalyptra kappenförmig ist. Die Sporen haben einen Durchmesser von etwa 14 bis 18 µm.

## Vorkommen
Das pionierfreudige, konkurrenzschwache, recht häufige Gesteinsmoos besiedelt kalk- oder basenreiche, halbschattige bis schattige, frische bis feuchte, nährstoffreiche Standorte. Es ist meist epiphytisch auf Gestein und auf Mauern zu finden, seltener in Wäldern auf Borke in Nähe von Senken oder Bächen. Es kann auch zeitweilige Überflutung ertragen und ist selten auch auf Erde an Fließgewässern zu finden. Begleitmoose sind z. B. Didymon fallax, Fissidens taxifolius, oder Plagiomnium rostratum. Schwerpunktmäßig ist es in ganz Europa bis nach Ostasien und Nord-Afrika verbreitet.